# عنبسة الفيل
عنبسة بن معدان المهري، ويُلَقَّب بالفيل. من أوائل النحاة بعد أبي الأسود الدؤلي، عاش في القرن الأوَّل الهجري على وجه التقريب، يَعُدُّه مُؤَرِّخو النحو العربي من رجال الطبقة الأولى من نحاة البصرة.

## حياته
لا يُعرَفُ الكثير عن تفاصيل حياة عنبسة الفيل، ولا تروي لنا كُتُب التراجم تاريخ ولادته أو وفاته، ولكن من المُرَجَّح أنَّه عاش في القرن الأوَّل الهجري. استوطن عنبسة مدينة البصرة، وربما ولد فيها، لكنَّ والده لم يكن من هذه المدينة، حيث قدَمَ إليها من أهل ميسان. وانتمى عنبسة الفيل إلى بني أبي بكر بن كلاب. واختلفت الروايات حول سبب تلقيبه بالفيل، حيث ذكر ياقوت الحموي في «معجم الأدباء» أنَّ هذا اللقب هو في الأصل لأبيه، فيقول: «أما معنى تسميته بمعدان الفيل، فحدث محمد بن عبد الملك التاريخي عن يوسف بن يعقوب بن السكيت قال: حدثني عبد الرحيم بن مالك عن الهيثم بن عديّ عن أشياخه، قال يوسف وحدثني مسلم بن محمد بن نوح عن هشام بن محمد عن رجل من قريش قال: كانت لزياد بن أبيه فيلة ينفق عليها في كل يوم عشرة دراهم، فأقبل رجل من أهل ميسان يقال له معدان فقال: ادفعوها إليّ وأكفيكم المؤونة وأعطيكم عشرة دراهم في كلّ يوم، فدفعوها إليه، فأثرى وابتنى قصرا، ونشأ له ابن يقال له عنبسة». أمَّا الزمخشري فيذكر رواية أخرى، وهي أنَّ أبيه كان يُرَوِّض فيلاً في جيش الحجاج بن يوسف، فلُقِّبَ أبيه بالفيل، وانتقل اللقب إليه بعد ذلك. ويذكر السيرافي قصة مشابهة، ويوافقه الأنباري من بعده، وهي أنَّ أبيه أخذ فيلاً من عبد الله بن عامر، وقد استكثر النفقة عليه، فأتاه معدان فتقبل بنفقته. ويُعَلِّق جلال الدين السيوطي حول هذه الروايات منتقداً بقوله: «فينبغي أن يكون اللقب لأبيه لا له».
تتلمذ عنبسة الفيل على يد أبي الأسود الدؤلي مؤسس النحو، وكان عنبسة الفيل أفضل تلاميذه، قال أبو عبيدة معمر بن المثنى: «اختلف الناس إلى أبي الأسود الدؤلي يتعلمون منه العربية، فكان أبرع أصحابه عنبسة بن معدان المهري، واختلف الناس إلى عنبسة، فكان أبرع أصحابه ميمون الأقرن».

## روايته للشعر
كان عنبسة الفيل يروي أشعار جرير والفرزدق، وكان ينتقد الفرزدق لمخالفته قواعد اللغة، ومن ذلك ما رواه الأصمعي عن أبي عمرو بن العلاء: «كُنَّا عند بلال بن أبي بردة فأنشدَ الفرزدق: تريك نجوم الليل والشمس حية، زحام بنات الحارب بن عباد. فقال عنبسة بن معدان: الزحام مُذَكَّر». وكان عنبسة يُفَضِّل شعر جرير على الفرزدق، فلمَّا بلغَ الفرزدق أمره هجاه قائلاً:
وعندما سأل أبو عيينة بن المهلب عنبسةً عن هذا البيت، قال عنبسة: إنَّما قال: «لقد كان في معدان وللؤم زاجر»، فقال له أبو عيينة: «وأبيك إنَّ شيئاً فررت منه إلى اللؤم لعظيم».

## مساهماته
لم يترك عنبسة الفيل أيَّ نصوص من تأليفه، ولا نجد عند النحاة أي ذكرٍ لآرائه، غير أنَّ المؤرِّخين يضعون له دوراً مهماً في تأسيس النحو، باعتباره رئيساً لطبقة النحاة بعد الدؤلي الذي حمل بذرات النحو إلى الجيل التالي.